# Nehalem
Nehalem – mikroarchitektura procesorów firmy Intel produkowanych w wymiarze 45 nm i 32 nm, wprowadzona z procesorami Intel Core i7.
Obejmuje procesory Intel Core i3, i5 oraz i7.

## Cechy
- obsługa pamięci DDR3
- technika Hyper-Threading (nie wszystkie procesory)
- wbudowany trójkanałowy kontroler pamięci DDR3, IMC (Integrated Memory Controller)
- nowa szyna systemowa, QPI
- siedem nowych instrukcji SSE4
- natywna czterordzeniowość (jak w AMD Phenom, nie dotyczy procesorów 2-rdzeniowych)
- Turbo boost (nie wszystkie procesory)
- 45 nm lub 32 nm proces produkcyjny